# Gomme de guar
La gomme de guar est un polysaccharide à galactomannane extrait de la graine du haricot de guar, Cyamopsis tetragonoloba, plante annuelle de la famille des Fabaceae. Sa fonction dans la graine est de servir de réserve d'aliments et d'eau.

## Composition
La gomme de guar est composée principalement de galactomannane, une fibre végétale soluble et acalorique. Le galactomannane est un polymère linéaire composé d'une chaine de monomères de mannose ((1,4)-beta-D-mannopyranose) auxquelles sont ramifiés par un pont 1-6 une unité de galactose. Le ratio entre le mannose et le galactose est de 2 pour 1, ainsi en moyenne une unité de galactose est ramifié tous les deux mannose sur la chaine. Par comparaison, il est de 4 pour 1 pour la gomme de caroube et 3 pour 1 pour la gomme tara.

## Utilisation
La gomme de guar est un additif alimentaire (E412) largement utilisé dans l'industrie agro-alimentaire. Elle permet notamment d'alléger certaines préparations en remplaçant le rôle de l'amidon, de sucres ou de matières grasses.
La gomme de guar est utilisée comme épaississant, stabilisant et émulsifiant dans les aliments grâce à sa texture uniforme et ses propriétés pour former des gels. Elle peut être utilisée dans les sauces, soupes, crèmes glacées et sorbets, produits de boulangerie et de pâtisserie, poudres, etc.
Elle entre également dans la composition du lygomme, un substitut de fromage.

## Caractéristiques
La gomme de guar est efficace à chaud comme à froid. Elle possède une bonne synergie avec la gomme xanthane[réf. nécessaire], mais ne forme pas de gel avec les carraghénanes.

## Santé
L'emploi de la gomme de guar est interdit dans certaines confiseries à cause d'un risque d'étouffement, notamment pour les enfants et les personnes âgées. Comme pour les autres gommes, des inconforts gastro-intestinaux peuvent être occasionnés par une consommation importante (ballonnements, flatulences, effet laxatif).